# Taça de Portugal 1976-1977
La Taça de Portugal 1976-1977 fu la 37ª edizione della Coppa di Portogallo. La squadra vincitrice fu il Porto che si aggiudicò la sua quarta coppa in finale contro il Braga.

## Squadre partecipanti
In questa edizione erano presenti:
- Le squadre di Primeira Divisão, qualificate al secondo turno
- Le squadre di Segunda Divisão, qualificate al primo turno
- Le squadre di Terceira Divisão, qualificate al primo turno
- Le rappresentative coloniali, qualificate al quinto turno.

### Primeira Divisão

#### 16 squadre
| - Académica - Atlético CP - Beira-Mar - Belenenses | - Benfica - Braga - Boavista - Estoril Praia | - Leixões - Montijo - Portimonense - Porto | - Sporting Lisbona - Varzim - Vitória Guimarães - Vitória Setúbal |

### Segunda Divisão

#### 48 squadre
| - Académico de Viseu - Alba - Alcochetense - Almada - Barreirense - Caldas - Chaves - Covilhã - CUF Barreiro - Esperança Lagos - Espinho - Estrela Portalegre | - Fafe - Famalicão - Farense - Feirense - Gil Vicente - Juventude de Évora - Lourosa - Lusitano - Marinhense - Marítimo - Odivelas - Olhanense | - Oriental Lisbona - Paços Ferreira - Paredes - Penafiel - Peniche - Portalegrense - Régua - Riopele - Salgueiros - Sanjoanense - Sesimbra - Sintrense | - Tirsense - Torreense - Torres Novas - Vasco da Gama Sines - Vila Real - Vilanovense - União de Coimbra - União de Lamas - União Leiria - União de Montemor - União Santarém - União de Tomar |

### Terceira Divisão

#### 96 squadre
| - Ançã - Águeda - Ala-Arriba - Alcanenense - Alcobaça - Alferrarede - Alhandra - Aliados Lordelo - Aljustrelense - Alverca - Amora - Anadia - Arrifanense - Atlético Reguengos - Avintes - Bairro Latino - Batalha - Benavente - Benfica e C.B. - Bombarralense - Bragança - Bucelenses - Cabeceirense - Campomaiorense | - Cartaxo - Casa Pia - Cova da Piedade - Covilhã e Benfica - Atlético Cucujães - Desp. Aves - Desportivo Beja - Desportivo Matrena - Eléctrico - O Elvas - Esperança - Esposende - Febres - Forjães - Freamunde - Gouveia - Guarda - Infesta - Joane - Leça - Leiria e Marrazes - Leverense - Limianos - Loures | - Lousanense - Lusitano FC - Lusitano VRSA - Luso - Mangualde - Maria da Fonte - Marialvas - Marítimo Rosarense - Mirandela - Mogadourense - Monção - Mondinense - Moura - Nacional - Naval - Nisa e Benfica - Odemirense - Olivais - Olivais e Moscavide - Oliveira do Bairro - Oliveirense - Os Elvenses - Paços de Brandão - Paio Pires | - Penalva - Pescadores - Quarteirense - Rio Ave - Sacavenense - Seixal - Silves - Sporting Lamego - Sporting Pombal - Tabuense - Tadim - Tondela - Torralta - Trafaria - Trancoso - União Almeirim - União Santiago - Valecambrense - Vendas Novas - Vianense - Vieirense - Vilafranquense - Vilanovense - Viseu e Benfica |

### Rappresentative coloniali
- Santacruzense (Madeira)
- Santa Clara (Azzorre)

## Primo turno
|                    | Risultato |                     |
| ------------------ | --------- | ------------------- |
| Viseu e Benfica    | 3 - 2     | Vianense            |
| Vila Real          | 2 - 1     | Forjães             |
| Vilanovense        | 0 - 0     | Bombarralense       |
| Vieirense          | 2 - 1     | Nisa e Benfica      |
| Valecambrense      | 2 - 0     | Leverense           |
| União de Coimbra   | 1 - 2     | Leiria e Marrazes   |
| União Almeirim     | 3 - 0     | Torres Novas        |
| Trafaria           | 1 - 2     | Olivais             |
| Torreense          | 1 - 0     | Febres              |
| Torralta           | 0 - 3     | União Santiago      |
| Tondela            | 2 - 5     | Académico de Viseu  |
| Tabuense           | 0 - 1     | União Santarém      |
| Sporting Pombal    | 3 - 1     | Mangualde           |
| Sporting Lamego    | 5 - 1     | Penalva             |
| Covilhã            | 2 - 1     | Alcobaça            |
| Cartaxo            | 0 - 1     | Ançã                |
| Sintrense          | 0 - 2     | Marítimo            |
| Sesimbra           | 0 - 2     | Loures              |
| Régua              | 0 - 0     | Avintes             |
| Olhanense          | 0 - 1     | Farense             |
| Caldas             | 1 - 0     | Portalegrense       |
| Alba               | 7 - 0     | Esperança           |
| Salgueiros         | 3 - 2     | Tirsense            |
| Sacavenense        | 2 - 4     | Casa Pia            |
| Marítimo Rosarense | 2 - 2     | Silves              |
| Riopele            | 3 - 2     | Freamunde           |
| Quarteirense       | 1 - 4     | União de Montemor   |
| Pescadores         | 3 - 2     | Olivais e Moscavide |
| Peniche            | 2 - 1     | Águeda              |
| Paredes            | 2 - 0     | Mirandela           |
| Paio Pires         | 1 - 2     | Benavente           |
| Paços Ferreira     | 4 - 0     | Trancoso            |
| Marialvas          | 2 - 0     | Anadia              |
| Limianos           | 0 - 0     | Espinho             |
| Oriental Lisbona   | 3 - 0     | Lusitano VRSA       |
| O Elvas            | 1 - 0     | Vasco da Gama Sines |
| Odemirense         | 2 - 3     | Desportivo Beja     |
| Naval              | 0 - 1     | União de Tomar      |
| Nacional           | 1 - 0     | Alcochetense        |
| Monção             | 2 - 1     | Tadim               |
| Desportivo Matrena | 0 - 1     | Eléctrico           |
| Maria da Fonte     | 1 - 0     | Lourosa             |
| Lusitano FC        | 0 - 3     | Aliados Lordelo     |
| Lusitano           | 2 - 1     | Alhandra            |
| Lousanense         | 3 - 1     | Benfica e C.B.      |
| Joane              | 2 - 1     | Leça                |
| Juventude de Évora | 3 - 2     | Vilafranquense      |
| Guarda             | 0 - 1     | União Leiria        |
| Gouveia            | 2 - 0     | Covilhã e Benfica   |
| Gil Vicente        | 3 - 2     | Rio Ave             |
| Seixal             | 2 - 0     | Os Elvenses         |
| Penafiel           | 4 - 0     | Mogadourense        |
| Odivelas           | 1 - 0     | Moura               |
| Famalicão          | 6 - 0     | Cabeceirense        |
| Infesta            | 1 - 0     | Vilanovense         |
| Barreirense        | 5 - 0     | Alverca             |
| Vendas Novas       | 1 - 2     | Amora               |
| Desp. Aves         | 3 - 1     | Esposende           |
| CUF Barreiro       | 1 - 0     | Esperança Lagos     |
| Cova da Piedade    | 0 - 1     | Luso                |
| Chaves             | 1 - 0     | Mondinense          |
| Feirense           | 4 - 2     | Alferrarede         |
| Campomaiorense     | 3 - 0     | Alcanenense         |
| Batalha            | 0 - 1     | Oliveira do Bairro  |
| Bairro Latino      | 0 - 0     | Oliveirense         |
| Atlético Reguengos | 3 - 1     | Almada              |
| Marinhense         | 1 - 0     | Estrela Portalegre  |
| Atlético Cucujães  | 0 - 1     | Bragança            |
| Arrifanense        | 2 - 1     | União de Lamas      |
| Aljustrelense      | 3 - 1     | Bucelenses          |
| Ala-Arriba         | 0 - 1     | Sanjoanense         |
| Fafe               | 2 - 0     | Paços de Brandão    |

## Ripescaggi primo turno
Dopo il primo turno ci fu una fase con tutte le perdenti.
|                     | Risultato |                     |
| ------------------- | --------- | ------------------- |
| Vilanovense         | 4 - 0     | Bairro Latino       |
| Vilafranquense      | 1 - 2     | Sacavenense         |
| Vasco da Gama Sines | 1 - 0     | Vendas Novas        |
| União de Coimbra    | 2 - 0     | Desportivo Matrena  |
| Trancoso            | 0 - 2     | Mirandela           |
| Trafaria            | 0 - 0     | Sesimbra            |
| Tabuense            | 0 - 5     | Naval               |
| Olhanense           | 1 - 0     | Alhandra            |
| Bombarralense       | 1 - 0     | Ala-Arriba          |
| Rio Ave             | 2 - 0     | Tadim               |
| Quarteirense        | 0 - 1     | Moura               |
| Penalva             | 2 - 1     | Paços de Brandão    |
| Paio Pires          | 3 - 1     | Esperança Lagos     |
| Nisa e Benfica      | 1 - 0     | Cartaxo             |
| Mogadourense        | 2 - 3     | Limianos            |
| Mangualde           | 1 - 2     | Portalegrense       |
| Lusitano FC         | 0 - 2     | União de Lamas      |
| Lusitano VRSA       | 0 - 0     | Alverca             |
| Lourosa             | 5 - 0     | Mondinense          |
| Leverense           | 2 - 1     | Cabeceirense        |
| Alcobaça            | 3 - 0     | Anadia              |
| Freamunde           | 0 - 1     | Tirsense            |
| Febres              | 0 - 1     | Guarda              |
| Leça                | 3 - 0     | Forjães             |
| Esposende           | 2 - 1     | Atlético Cucujães   |
| Esperança           | 4 - 1     | Covilhã e Benfica   |
| Os Elvenses         | 2 - 0     | Torralta            |
| Cova da Piedade     | 2 - 0     | Olivais e Moscavide |
| Bucelenses          | 3 - 1     | Marítimo Rosarense  |
| Benfica e C.B.      | 2 - 1     | Torres Novas        |
| Batalha             | 4 - 2     | Tondela             |
| Avintes             | 3 - 0     | Vianense            |
| Almada              | 3 - 1     | Odemirense          |
| Alcochetense        | 1 - 0     | Sintrense           |
| Alcanenense         | 2 - 0     | Alferrarede         |
| Águeda              | 2 - 1     | Estrela Portalegre  |

## Secondo turno
|                     | Risultato |                   |
| ------------------- | --------- | ----------------- |
| Académico de Viseu  | 0 - 2     | Porto             |
| Vitória Guimarães   | 6 - 0     | União de Montemor |
| Viseu e Benfica     | 4 - 0     | Sporting Pombal   |
| Vilanovense         | 2 - 1     | Sacavenense       |
| Vasco da Gama Sines | 1 - 2     | Almada            |
| Valecambrense       | 0 - 2     | Boavista          |
| União de Tomar      | 4 - 0     | Rio Ave           |
| União Santarém      | 1 - 0     | Belenenses        |
| União Almeirim      | 2 - 1     | Leverense         |
| Farense             | 2 - 0     | Torreense         |
| Braga               | 5 - 0     | Campomaiorense    |
| Olivais             | 2 - 1     | Batalha           |
| Sesimbra            | 1 - 0     | Monção            |
| Varzim              | 13 - 0    | Guarda            |
| Régua               | 3 - 1     | Paredes           |
| Bombarralense       | 5 - 0     | Vilanovense       |
| Salgueiros          | 2 - 1     | Joane             |
| Pescadores          | 2 - 3     | Olhanense         |
| Peniche             | 1 - 1     | Lourosa           |
| Penalva             | 2 - 6     | Sporting Lisbona  |
| Paços Ferreira      | 2 - 1     | Leiria e Marrazes |
| Marialvas           | 2 - 1     | Loures            |
| Limianos            | 2 - 1     | União Leiria      |
| Oriental Lisbona    | 3 - 0     | Casa Pia          |
| Oliveira do Bairro  | 2 - 0     | Oliveirense       |
| O Elvas             | 1 - 0     | Águeda            |
| Nacional            | 2 - 1     | União de Coimbra  |
| Moura               | 2 - 0     | Esposende         |
| Mirandela           | 0 - 2     | Montijo           |
| Marítimo            | 0 - 4     | Espinho           |
| Mangualde           | 1 - 0     | Desportivo Beja   |
| Luso                | 2 - 0     | União Santiago    |
| Lousanense          | 1 - 2     | CUF Barreiro      |
| Leixões             | 0 - 0     | Aliados Lordelo   |
| Juventude de Évora  | 4 - 3     | Paio Pires        |
| Alcobaça            | 1 - 2     | Caldas            |
| Gil Vicente         | 5 - 0     | Nisa e Benfica    |
| Silves              | 0 - 2     | União de Lamas    |
| Odivelas            | 1 - 3     | Penafiel          |
| Infesta             | 3 - 1     | Lusitano          |
| Famalicão           | 3 - 1     | Os Elvenses       |
| Ançã                | 0 - 9     | Vitória Setúbal   |
| Amora               | 0 - 2     | Benavente         |
| Esperança           | 0 - 5     | Barreirense       |
| Eléctrico           | 2 - 0     | Naval             |
| Chaves              | 0 - 0     | Estoril Praia     |
| Feirense            | 2 - 1     | Vila Real         |
| Bucelenses          | 1 - 1     | Alba              |
| Bragança            | 2 - 0     | Seixal            |
| Benfica             | 3 - 0     | Riopele           |
| Benfica e C.B.      | 0 - 2     | Maria da Fonte    |
| Avintes             | 4 - 0     | Gouveia           |
| Atlético Reguengos  | 0 - 2     | Beira-Mar         |
| Marinhense          | 1 - 0     | Alcochetense      |
| Atlético CP         | 2 - 3     | Portimonense      |
| Arrifanense         | 3 - 0     | Leça              |
| Alverca             | 3 - 0     | Vieirense         |
| Aljustrelense       | 0 - 0     | Cova da Piedade   |
| Alcanenense         | 2 - 4     | Covilhã           |
| Sanjoanense         | 1 - 0     | Desp. Aves        |
| Fafe                | 2 - 1     | Tirsense          |
| Académica           | 3 - 1     | Sporting Lamego   |

## Terzo turno
|                    | Risultato |                    |
| ------------------ | --------- | ------------------ |
| Porto              | 8 - 0     | Alba               |
| Vitória Setúbal    | 6 - 1     | Vilanovense        |
| Vitória Guimarães  | 7 - 0     | Eléctrico          |
| Viseu e Benfica    | 0 - 1     | Farense            |
| União de Lamas     | 1 - 0     | Portimonense       |
| Braga              | 2 - 1     | União Santarém     |
| Olivais            | 2 - 3     | Limianos           |
| Olhanense          | 2 - 1     | Académica          |
| Bombarralense      | 0 - 1     | Sanjoanense        |
| Paços Ferreira     | 3 - 2     | Varzim             |
| Marialvas          | 1 - 2     | Maria da Fonte     |
| O Elvas            | 2 - 2     | Almada             |
| Nacional           | 3 - 1     | União de Tomar     |
| Moura              | 1 - 3     | Oriental Lisbona   |
| Mangualde          | 0 - 1     | Infesta            |
| Luso               | 1 - 1     | Espinho            |
| Aliados Lordelo    | 3 - 2     | Régua              |
| Juventude de Évora | 3 - 0     | CUF Barreiro       |
| Gil Vicente        | 4 - 0     | Penafiel           |
| Famalicão          | 2 - 1     | Beira-Mar          |
| Barreirense        | 1 - 2     | Sporting Lisbona   |
| Cova da Piedade    | 1 - 0     | Peniche            |
| Montijo            | 2 - 0     | Caldas             |
| Bragança           | 3 - 1     | Salgueiros         |
| Boavista           | 6 - 0     | Marinhense         |
| Benfica            | 1 - 0     | Chaves             |
| Nacional           | 3 - 1     | União de Tomar     |
| Benavente          | 4 - 1     | Covilhã            |
| Avintes            | 0 - 1     | Feirense           |
| Arrifanense        | 3 - 1     | União Almeirim     |
| Alverca            | 2 - 0     | Oliveira do Bairro |
| Fafe               | 5 - 1     | Sesimbra           |

## Quarto turno
|          | Risultato |          |
| -------- | --------- | -------- |
| Bragança | 1 - 0     | Feirense |

## Sedicesimi di finale
|                   | Risultato |                  |
| ----------------- | --------- | ---------------- |
| Porto             | 7 - 1     | Montijo          |
| Vitória Guimarães | 2 - 0     | Boavista         |
| União de Lamas    | 1 - 4     | Sporting Lisbona |
| Braga             | 5 - 0     | Olhanense        |
| Santa Clara       | 1 - 2     | Gil Vicente      |
| Limianos          | 1 - 0     | Cova da Piedade  |
| Oriental Lisbona  | 1 - 1     | Paços Ferreira   |
| Nacional          | 0 - 0     | Almada           |
| Maria da Fonte    | 0 - 3     | Fafe             |
| Aliados Lordelo   | 3 - 1     | Santacruzense    |
| Famalicão         | 2 - 1     | Infesta          |
| CUF Barreiro      | 4 - 0     | Benavente        |
| Bragança          | 2 - 1     | Alverca          |
| Benfica           | 5 - 1     | Espinho          |
| Arrifanense       | 1 - 1     | Vitória Setúbal  |
| Sanjoanense       | 0 - 1     | Farense          |

## Ottavi di finale
|                  | Risultato |                   |
| ---------------- | --------- | ----------------- |
| Sporting Lisbona | 3 - 0     | Benfica           |
| Porto            | 9 - 0     | Aliados Lordelo   |
| Paços Ferreira   | 1 - 1     | Farense           |
| Limianos         | 1 - 1     | Fafe              |
| Famalicão        | 3 - 2     | Vitória Setúbal   |
| CUF Barreiro     | 4 - 3     | Vitória Guimarães |
| Bragança         | 0 - 1     | Gil Vicente       |
| Almada           | 0 - 2     | Braga             |

## Quarti di finale
|              | Risultato |                  |
| ------------ | --------- | ---------------- |
| Porto        | 3 - 0     | Sporting Lisbona |
| Gil Vicente  | 2 - 0     | Farense          |
| Famalicão    | 0 - 1     | Braga            |
| CUF Barreiro | 0 - 1     | Fafe             |

## Semifinali
|       | Risultato |             |
| ----- | --------- | ----------- |
| Porto | 3 - 0     | Fafe        |
| Braga | 0 - 0     | Gil Vicente |

## Finale
| Arbitro: | Porem Luís (Leiria) |

|  |           |              |
|  | Marcatori | 54’ F. Gomes |

| Braga | Porto |

### Formazioni
| Braga       |   |                  |  |     |
|             |   |                  |  |     |
| POR         | 1 | António Fidalgo  |  |     |
| DIF         |   | Artur Correia    |  |     |
| DIF         |   | Marinho          |  |     |
| DIF         |   | Serra            |  |     |
| DIF         |   | Ronaldo Brito    |  |     |
| CEN         |   | Manaca           |  | 54’ |
| CEN         |   | Edgar Beck       |  | 46’ |
| CEN         |   | António Pinto () |  |     |
| CEN         |   | Paulo Rocha      |  |     |
| ATT         |   | Chico Gordo      |  |     |
| ATT         |   | Chico Faria      |  |     |
| Sostituiti: |   |                  |  |     |
| DIF         |   | Fernando Martins |  | 54’ |
| ATT         |   | Caio Cambalhota  |  | 46’ |
| Allenatore: |   |                  |  |     |
| Mário Lino  |   |                  |  |     |

| Porto              |   |                     |  |     |
|                    |   |                     |  |     |
| POR                | 1 | Joaquim Torres      |  |     |
| DIF                |   | Gabriel             |  |     |
| DIF                |   | Carlos Simões       |  |     |
| DIF                |   | Alfredo Murça       |  |     |
| DIF                |   | António Taí         |  | 46’ |
| CEN                |   | Octávio Machado     |  |     |
| CEN                |   | Rodolfo Reis        |  |     |
| CEN                |   | Fernando Freitas    |  |     |
| CEN                |   | António Oliveira () |  |     |
| ATT                |   | Duda                |  | 74’ |
| ATT                |   | Fernando Gomes      |  |     |
| Sostituiti:        |   |                     |  |     |
| CEN                |   | Celso de Matos      |  | 74’ |
| ATT                |   | Seninho             |  | 46’ |
| Allenatore:        |   |                     |  |     |
| José Maria Pedroto |   |                     |  |     |